# Polaromonas eurypsychrophila
Polaromonas eurypsychrophila es una especie de bacteria gramnegativa del género Polaromonas. Descrita en el año 2016. Su etimología hace referencia a una amplia gama de bajas temperaturas. Es aerobia, con forma bacilar de 0,7 µm de ancho y 1,8-2,0 µm de largo. Las colonias en agar R2A son beige, redondas, convexas y opacas. Temperatura de crecimiento entre 5-20 °C, óptima a 15 °C, es  psicrófila. Se ha aislado del glaciar Muztagh en el Tibet, China, a 38 metros de profundidad en el hielo y también de relaves de uranio en Canadá.
Se han encontrado algunos genes que indican un posible potencial de esta especie para su uso en biorremediación, como por ejemplo los genes merA, merP y merT de resistencia al mercurio, los genes chrA y chrF de resistencia al cromo y los genes dedA y cysA de absorción de selenio.